# U 384
U 384 war ein deutsches U-Boot vom Typ VII C, das im Zweiten Weltkrieg von der deutschen Kriegsmarine eingesetzt wurde.

## Technische Daten
Der Auftrag für das Boot wurde am 15. August 1940 an die Werft Howaldtswerke, Kiel vergeben. Die Kiellegung erfolgte am 29. März 1941, der Stapellauf am 28. Mai 1942. Die Indienststellung unter Oberleutnant zur See Hans-Achim von Rosenberg-Gruszcynski fand schließlich am 18. Juli 1942 statt.

## Geschichte
Das U-Boot gehörte nach seiner Indienststellung am 18. Juli 1942 bis zum 19. Dezember 1942 zur 5. U-Flottille und vom 1. Januar bis zum 19. März 1943 zur 3. U-Flottille.

### Feindfahrten

#### Erste Feindfahrt
Im Anschluss an die Erprobungsfahrten in der Ostsee unternahm U 384 seine erste Feindfahrt und lief am 12. Dezember 1942 aus Kiel, dem Stützpunkt der 5. U-Flottille, aus. Das Boot passierte die GIUK-Lücke zwischen Island und den Färöer-Inseln und wurde im Anschluss am 28. Dezember der U-Boot Gruppe Falke zugeteilt. Am 9. Januar 1943 versenkte das Boot als Teil dieser Gruppe den allein fahrenden amerikanischen Frachter Louise Lykes (6.155 BRT). Bei der Versenkung explodierte das mit Munition beladene Schiff und sank innerhalb von wenigen Minuten. Es gab keine Überlebenden auf Seiten der 85-köpfigen Besatzung. Die Explosion zwang U 384 zum Alarmtauchen, da Trümmerteile der Louise Lykes so weit geschleudert wurden, dass sie das Deck des U-Bootes trafen. Am 19. Januar wurde U 384 zu der U-Boot-Gruppe Landsknecht überstellt, der das Boot bis zum 26. Januar angehörte. Während dieser Zeit wurden keine alliierten Schiffe versenkt oder beschädigt und U 384 lief am 3. Februar 1943 in La Pallice im von den Deutschen besetzten Frankreich ein.

#### Zweite Feindfahrt
Am 6. März lief U 384 von La Pallice aus zu seiner zweiten Feindfahrt aus und wurde am 11. März 1943 der U-Boot-Gruppe Stürmer zugeteilt die auf den vom deutschen B-Dienst aufgeklärten Geleitzug SC 122 operierte, der den Atlantik in West-Ost-Richtung überquerte. Am 17. März hatte U 384, wie auch weitere deutsche U-Boote, Kontakt zu einem Geleitzug – es handelte sich allerdings nicht um SC 122, sondern um Schiffe des auf etwa gleicher Route hinter, also westlich von diesem, fahrenden Geleitzugs HX 229. Gegen 11 Uhr am 17. März griff U 384 den Geleitzug an. Etwa zeitgleich feuerte auch ein weiteres U-Boot, U 631, einen Torpedo auf die Schiffe dieses Geleitzuges ab. Kurze Zeit darauf sanken der britische Frachter Coracero (7.252 BRT) sowie der unter niederländischer Flagge fahrende, ehemals deutsche Frachter Terkoelei (5.158 BRT). Obwohl nicht zweifelsfrei geklärt werden konnte, welches U-Boot welches Frachtschiff versenkt hatte, wurde die Versenkung der Coracero U 384 und die Versenkung der Terkoelei U 631 zugerechnet. Anschließend folgte U 384 dem Geleitzug vermutlich, um einen erneuten Angriff führen zu können.

### Verbleib
Am späten Nachmittag des 19. März wurde das Boot dann von einer B-17 Flying Fortress der 206. Squadron der RAF entdeckt und mit Wasserbomben angegriffen. An der Stelle des Versinken des Bootes wurde ein großer Ölfleck gesichtet. Danach blieb das Boot verschwunden und es gab auch über Funk keinen Kontakt mehr. Die deutsche Führung gab U 384 daher verloren. Alle 47 Besatzungsmitglieder kamen bei der Versenkung ums Leben (Lage).
U 384 war das einzige Boot, das während der Angriffe auf die Geleitzüge SC 122 und HX 229 verloren ging.